# Cerro Guamalito
El Cerro Guamalito es una formación de montaña ubicada al sur de Bailadores, Estado Mérida, Venezuela. A una altitud promedio entre 3.137 m s. n. m. y 3.215 m s. n. m., el Cerro Guamalito es una de las montañas más alta en Mérida.

## Ubicación
El Cerro Guamalito se encuentra en el corazón del municipio Rivas Dávila, sobre una fila montañosa al norte del cual se asienta la carretera Trasandina, en el extremo suroeste del límite de Mérida con el estado vecino del Táchira. Por el valle de su costado oeste se asientan los poblados andinos de Buena Vista, Rinconcito y Las Tapias. Al sur se encuentra un gran estrecho del páramo andino, incluyendo el Páramo San Pedro, Las Tapias y el Páramo de Viriguaca.